# Excavatrice-aspiratrice

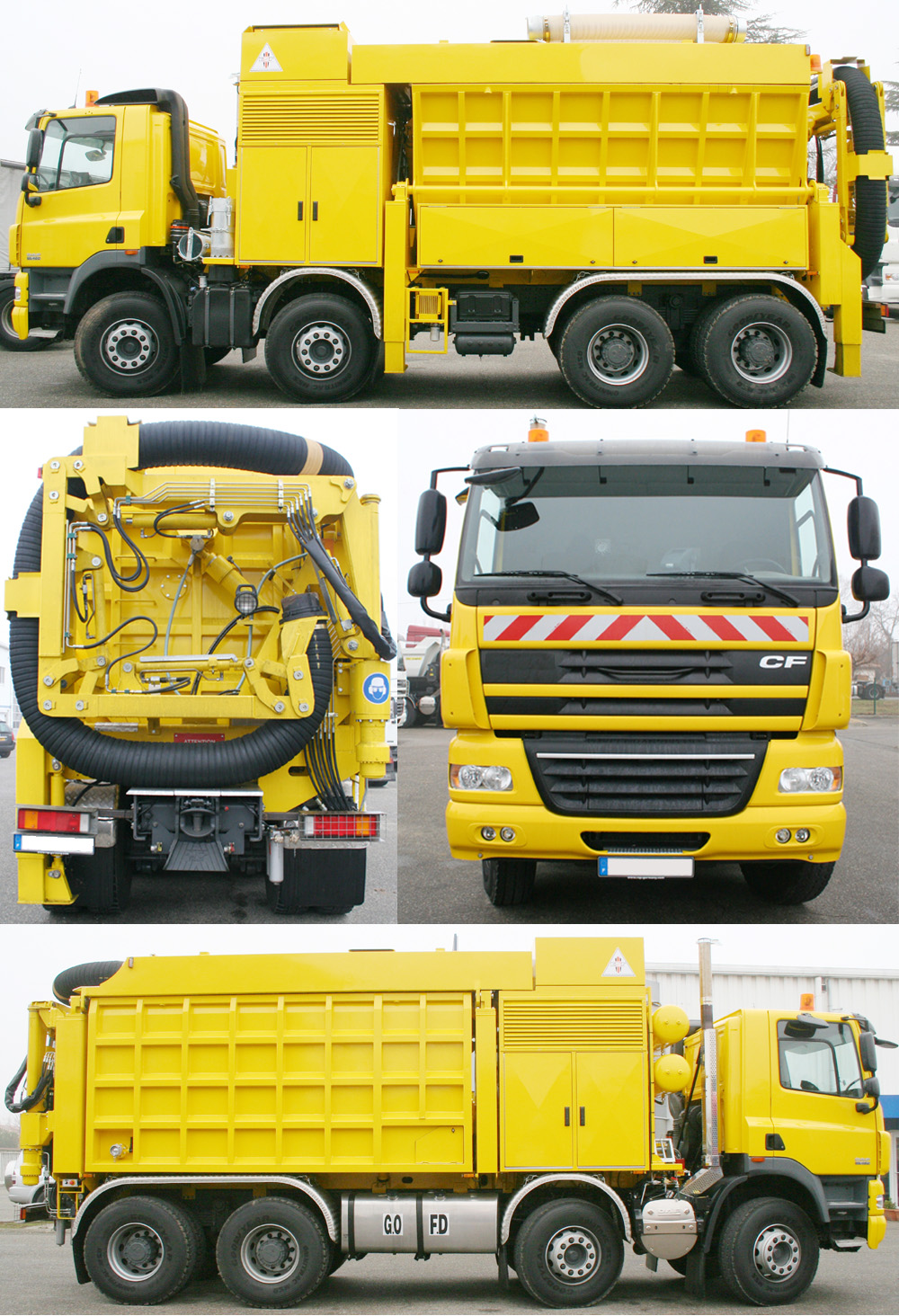
Une aspiratrice-excavatrice.

L'aspiratrice-excavatrice ou camion aspirateur est un engin utilisé dans les travaux publics et l'industrie.

## Description
Ces engins de travaux publics mettent en œuvre la technique du terrassement par aspiration, depuis de très nombreuses années en Europe et particulièrement en France. Le gain de productivité est associé à l'apport sécuritaire, notamment dans la prévention du risque d'endommagement de réseaux enterrés.
Paradoxalement, malgré les nouvelles mesures juridiques prises par le législateur pour lutter contre le risque d'arrachage de réseau enterré (réforme des DICT et création du guichet unique), l'aspiratrice ne rencontre pas encore le succès escompté et mérité.
Les fabricants historiques sont RSP et MTS, basés en Allemagne, qui produisent en petit nombre des engins presque identiques. D'autres constructeurs existent comme Rivard, DTPA, Amphitec.

## Galerie

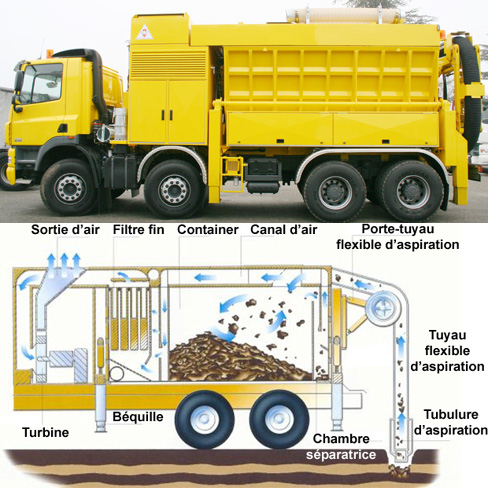
Fonctionnement
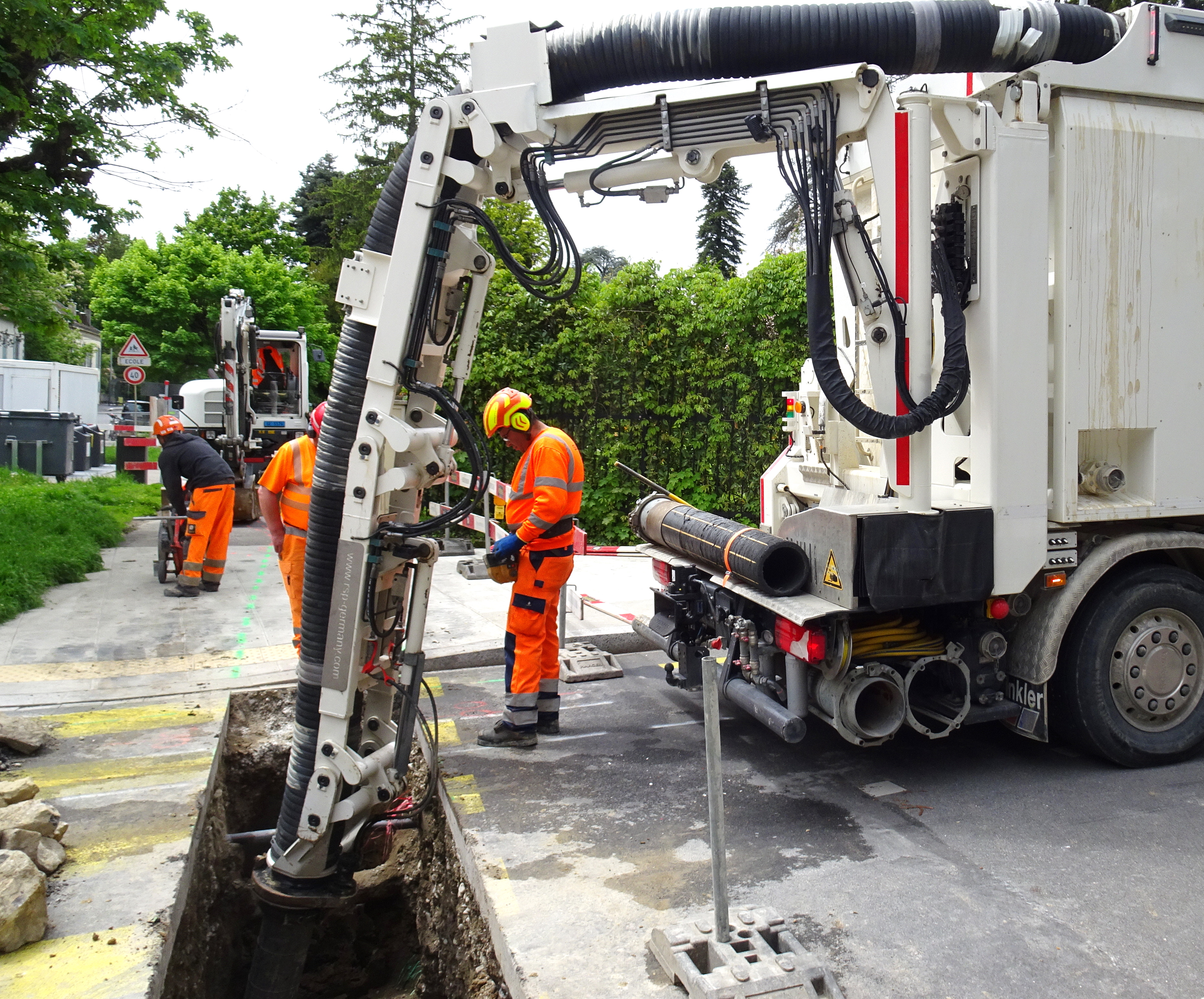
Tranchée à Genève
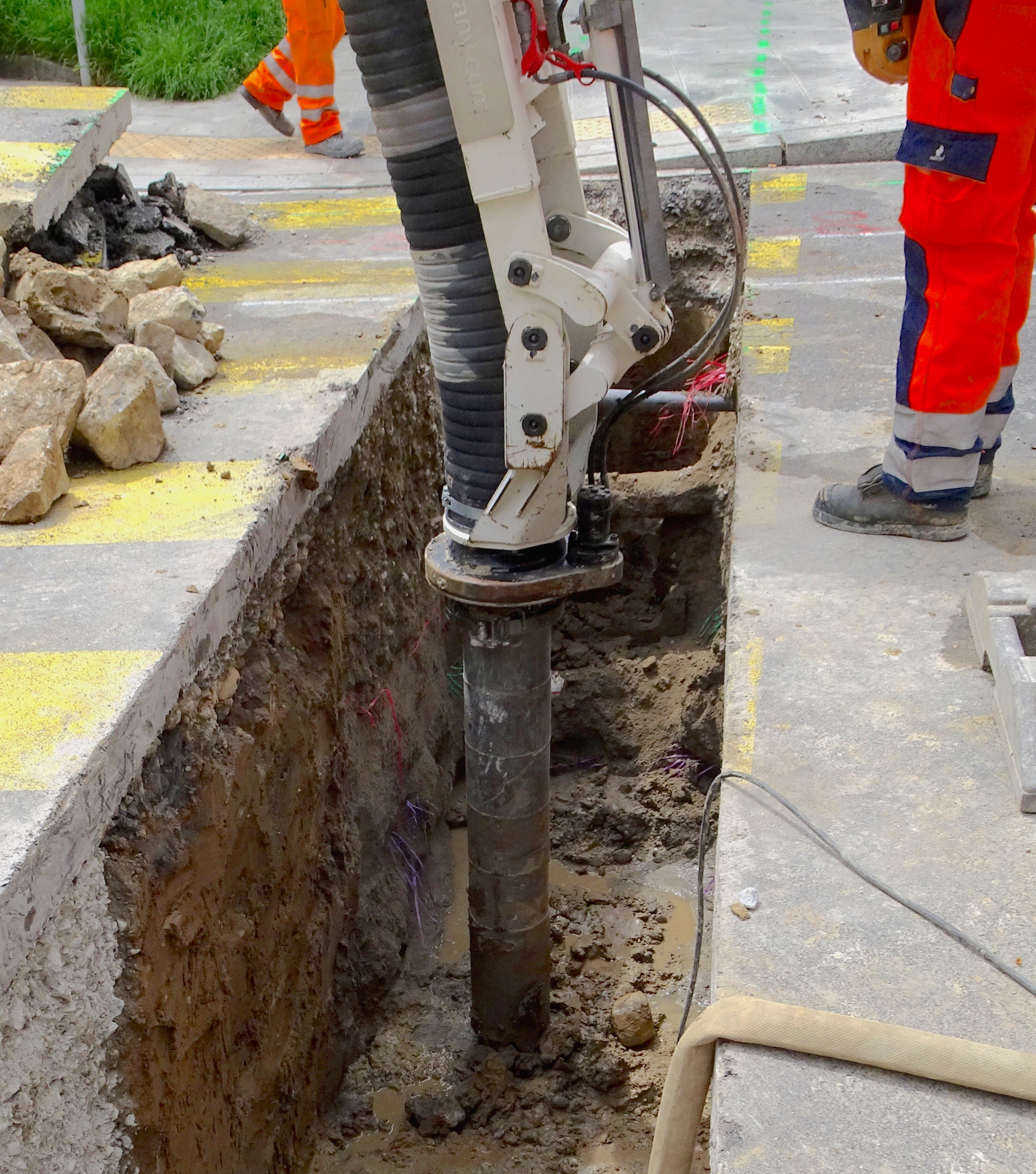
Tranchée à Genève
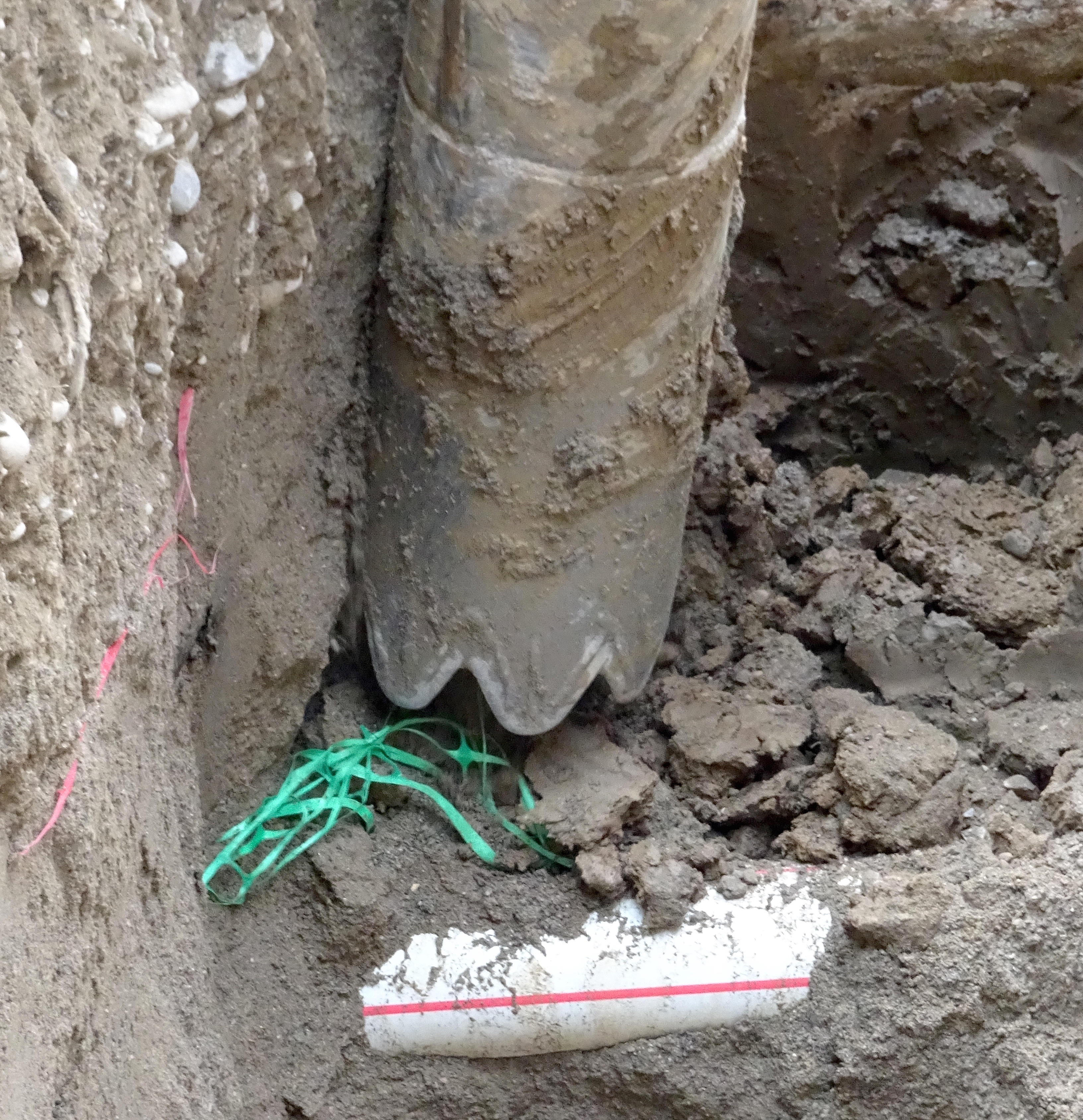
Tête de l'aspirateur
- Aspiration en action